# 9244 Višnjan
9244 Višnjan è un asteroide della fascia principale. Scoperto nel 1998, presenta un'orbita caratterizzata da un semiasse maggiore pari a 2,9300033 au e da un'eccentricità di 0,0789779, inclinata di 0,99173° rispetto all'eclittica.
L'asteroide è dedicato all'omonima città croata il cui esonimo è Visignano.